# Lithocarpus aggregatus
Lithocarpus aggregatus är en bokväxtart som beskrevs av Euphemia Cowan Barnett. Lithocarpus aggregatus ingår i släktet Lithocarpus och familjen bokväxter.

## Underarter
Arten delas in i följande underarter:
- L. a. aggregatus
- L. a. pseudomagneinii